# Tapinoma undet
Tapinoma undet é uma espécie de formiga do gênero Tapinoma.